# Teresa A. Sullivan
Teresa Ann "Terry" Sullivan (9 de juliol de 1949) és una sociòloga i administradora d'universitat jubilada. Havia sigut presidenta de la Universitat de Virgínia del primer d'agost de 2010 al 31 de juliol de 2018.